# Трыш
Трыш (тат. Тырыш) — деревня в Кукморском районе Татарстана. Входит в состав Сардекбашского сельского поселения.

## География
Находится в северо-западной части Татарстана на расстоянии приблизительно 28 км на северо-запад по прямой от районного центра города Кукмор.
Около деревни Трыш находится самый большой муравейник России. Муравейник  обнаружен журналистом Рамисом Латыповым и занесен в Книгу рекордов России в 2021 году.

## История
Основана в 1929 году.

## Население
Постоянных жителей было: в 1938 году- 283, в 1949—260, в 1958—243, в 1970—341, в 1979—306, в 1989—247, 264 в 2002 году (татары 100 %), 255 в 2010.